# 폴 윌리엄스 (가수)
폴 윌리엄스(Paul Williams, 1939년 7월 2일~1973년 8월 17일)는 미국의 남성 가수이자 작사가이고 무용가 겸 안무가이며 뮤지컬 배우이다.
미국 앨라배마주 제퍼슨군 엔즐리현 출생으로, 앨라배마주 버밍햄에서 성장하였다.
1955년 남성 가스펠 팝 보컬 음악 그룹 "Ensley Jubilee Singers"의 보컬리스트로 첫 데뷔하였고 1964년 남성 R&B 보컬 음악 그룹 "템테이션스"(Temptations)의 보컬리스트로 활동하였으며 1966년 무용가 데뷔하였고 이듬해 1967년 안무가 데뷔하였으며 1970년 뮤지컬 배우 데뷔하였다.